# Name That Tune
Name That Tune is een computerspel dat werd ontwikkeld en uitgebracht door Philips Interactive Media. Het spel kwam in 1993 uit voor de Philips CD-i. Het spel is gebaseerd op de gelijknamige Amerikaanse televisiepopquiz die werd gepresenteerd door Bob Green. Het spel bevat 600 verschillende liedjes uit de jaren 50 tot 60.

## Ontvangst
| Beoordeeld door                      | Datum         | Score |
| ------------------------------------ | ------------- | ----- |
| Video Games & Computer Entertainment | augustus 1994 | 50%   |
| The Video Game Critic                | 22 juli 2002  | 16%   |